# Elmar Hermann
Elmar Hermann (* 1978 in Neuwied) ist ein deutscher bildender Künstler. In seinem Werk befasst er sich bevorzugt mit komplexen Fragestellungen der menschlichen Kommunikation.

## Leben
Hermann absolvierte 2002 sein Studium an der Kunsthochschule Mainz und studierte bis 2006 bildende Kunst an der Kunstakademie Düsseldorf. Hier war er Meisterschüler von Rita McBride. Zeitgleich absolvierte er ein Studium der Philosophie und Linguistik an der Heinrich-Heine-Universität Düsseldorf.

## Werk
Hermann nutzt diverse Werkzeuge wie Grafiken, Skulpturen, Installationen und Texte, um vorgefundenes Vokabular zu kontextualisieren und es im Umfeld der Bildenden Kunst zu verorten. Hierfür verwendet er gezielt Instrumentarien aus Philosophie, Linguistik und Kunst, sowie weiteres Material, u. a. aus Film und Fernsehen. So entstehen teils humorvolle teils seriöse Arrangements, die sich in einer Welt zwischen Kunst, Theorie und Pop behaupten müssen.
Wichtiger Teil seiner Arbeit sind Gemeinschaftsarbeiten mit anderen Künstlern und Theoretikern sowie Studierenden an Hochschulen. Seit 2007 ist Hermann Mitglied der Künstlerinitiative NUANS.

## Rezeption
Hermann realisiert Arbeiten meist für spezielle Ausstellungssituationen, bisher u. a. in Düsseldorf, Leipzig, Köln, Istanbul, Tokio, New York und Los Angeles. Häufig integriert er befreundete Künstler in eigene Ausstellungskonzepte etwa im KIT Düsseldorf oder im Rahmen von Projekten mit der Künstlergruppe NUANS. Zudem hat er mehrere Stipendien und Preise erhalten, u. a. des Kunstfonds Bonn und der Kunststiftung NRW.